# Phaonia prisca
Phaonia prisca este o specie de muște din genul Phaonia, familia Muscidae, descrisă de Stein în anul 1920.
Este endemică în New York. Conform Catalogue of Life specia Phaonia prisca nu are subspecii cunoscute.